# Eric Teeuwen
Eric Teeuwen (Weert, 6 april 1972) is een voormalig Nederlands voetballer die tijdens zijn profloopbaan uitsluitend voor VVV uitkwam.
Als jeugdspeler van FC ODA maakte Teeuwen in 1990 de overstap naar de profs van VVV. Tijdens het seizoen 1991-92 kreeg hij van trainer Henk Rayer de kans om in het eerste elftal te debuteren als vervanger van de geblesseerde Jos Rutten. Op 12 januari 1992 verloor de Venlose club de uitwedstrijd bij Vitesse met 6-1, waarbij de ongelukkig debuterende linksback schuldig was aan het veroorzaken van twee strafschoppen voor de thuisclub. In de drie daarop volgende seizoenen slaagde Teeuwen er niet in om een vaste plaats te veroveren in de hoofdmacht. De Weertenaar vertrok in 1995 naar hoofdklasser SV Panningen en keerde een jaar later weer terug op het oude nest bij FC ODA.

## Statistieken
| Seizoen         | Club            | Competitie      | Competitie | Competitie | Beker | Beker | Nacompetitie | Nacompetitie | Totaal | Totaal |
| Seizoen         | Club            | Competitie      | Wed.       | Dlp.       | Wed.  | Dlp.  | Wed.         | Dlp.         | Wed.   | Dlp.   |
| --------------- | --------------- | --------------- | ---------- | ---------- | ----- | ----- | ------------ | ------------ | ------ | ------ |
| 1991/92         | VVV             | Eredivisie      | 5          | 0          | 0     | 0     | —            | —            | 5      | 0      |
| 1992/93         | VVV             | Eerste divisie  | 1          | 0          | 0     | 0     | —            | —            | 1      | 0      |
| 1993/94         | VVV             | Eredivisie      | 6          | 0          | 1     | 0     | 0            | 0            | 7      | 0      |
| 1994/95         | VVV             | Eerste divisie  | 5          | 0          | 0     | 0     | 0            | 0            | 5      | 0      |
| Carrière totaal | Carrière totaal | Carrière totaal | 17         | 0          | 1     | 0     | 0            | 0            | 18     | 0      |